# جامعة كانساس مدرسة الطب

جامعة كانساس مدرسة الطب (بالإنجليزية: University of Kansas School of Medicine)‏ هي إحدى الكليات لتدريس الطب في الولايات المتحدة الأمريكية. تقع في مدينة كانساس سيتي في ولاية كانساس الأمريكية. نوع الشهادة الطبية التي يتم تحصيلها هناك هي دكتور في الطب.